# Khiry Robinson
Khiry Robinson (Midland, 28 dicembre 1989) è un giocatore di football americano statunitense attualmente free agent, che gioca nel ruolo di running back. Al college giocò a football alla West Texas A&M University.

## Carriera professionistica

### New Orleans Saints
Dopo non essere stato scelto nel Draft NFL 2013, Robinson firmò con i New Orleans Saints. Debuttò come professionista nella vittoria della settimana 3 contro gli Arizona Cardinals correndo 38 yard su 4 tentativi. Il primo touchdown su corsa lo segnò nella settimana 7 contro i New England Patriots, in cui corse un massimo stagione di 53 yard. La sua prima stagione regolare terminò con 224 yard corse in 10 presenze, nessuna come titolare. Nel primo turno di play-off, contro i Philadelphia Eagles, Robinson fu decisivo correndo 8 volte per 45 yard, incluse 3 volte per 22 yard nel drive in cui i Saints segnarono il field goal della vittoria. Fu la prima vittoria della storia della franchigia dei Saints in trasferta nei playoff. L'anno successivo si classificò al secondo posto della squadra con 362 yard ricevute e 3 touchdown.